# Istituto Italiano di Cultura
El Istituto Italiano di Cultura es la entidad que reúne los institutos culturales italianos en el extranjero. Dependiente del Ministerio de Asuntos Exteriores italiano, suma un total de 83 centros por el mundo. Se rige por la ley italiana 401/90 y el Reglamento 392/95.

## Fines de la Institución
Los Institutos italianos de Cultura, según el artículo 8 de la ley 401/90, tienen como función principal la de establecer contactos con instituciones, organizaciones y personalidades del mundo científico y cultural del país de acogida para promover propuestas y proyectos para el conocimiento de la cultura y de la realidad italiana o la cooperación cultural y científica. Además, proporcionan documentación e información sobre la cultura italiana y sus instituciones, promueven iniciativas, eventos culturales y exposiciones, apoyan iniciativas de desarrollo cultural de las comunidades italianas en el extranjero, aseguran la colaboración de los académicos y de los estudiantes italianos en sus investigaciones y estudios en el extranjero.
Asimismo, el Instituto organiza y promueve eventos culturales como exposiciones, festivales de cine, conciertos, conferencias y representaciones teatrales, así como la participación de artistas e intelectuales italianos en el devenir cultural del país anfitrión. Velará por la presencia y difusión de los autores, las editoriales y los libros italianos en las Ferias internacionales del libro y promoverá relaciones interuniversitarias entre instituciones italianas y universidades extranjeras.

## Contratación y empleados
Así como para la mayoría de las oficinas y de las funciones que están relacionadas con el Ministerio de Asuntos Exteriores, el modo de acceso y los requisitos necesarios para aquellos interesados en trabajar en las IIC están disponibles, con ocasión de la celebración de concursos públicos en los Concursos MAE y en el Diario Oficial de la República italiana. Esto es parte de los lugares homólogos a los de la carrera diplomática, en parte, atribuirse a través de avisos y anuncios de licitación publicados en la Revista. Responsable de la IIC en el mundo es la Dirección General de Promoción Cultural y de Cooperación del Ministerio de Relaciones Exteriores.
En los Institutos italianos de Cultura en el extranjero, hay tres profesionales: directores, empleados y contratistas. Los directores y los trabajadores son parte de la Zona de la Promoción de la cultura (APC) del Ministerio de Asuntos Exteriores (MAE). En esta Zona podrás entrar solo a través de la competencia (procedimiento de movilidad o concurso público). Son los contratistas seleccionados, ellos, también, con un procedimiento de insolvencia, pero esto se hace en la oficina, que es, en la ciudad y en el país donde se encuentra la sede del Instituto.
Además, existe la posibilidad de trabajar en la IIC como profesor en los cursos de lengua italiana. Esta cuestión está regulada por la ley 296/98. La selección se realiza mediante un concurso que incluye un contrato por un año y es renovable por otro año. Además, hay diversas formas de colaboración con el IIC, ocasional o a más largo tiempo, remunerado o no remunerado. En todo esto, el IIC tiene una cantidad considerable de autonomía y el punto de referencia es, por tanto, el director del instituto en cuestión.

## Sedes
Los Institutos italianos de Cultura se encuentra en varios países del mundo, lo que garantiza la difusión de la lengua y la cultura italiana. Actualmente hay 83 centros.

### Sedes en Europa

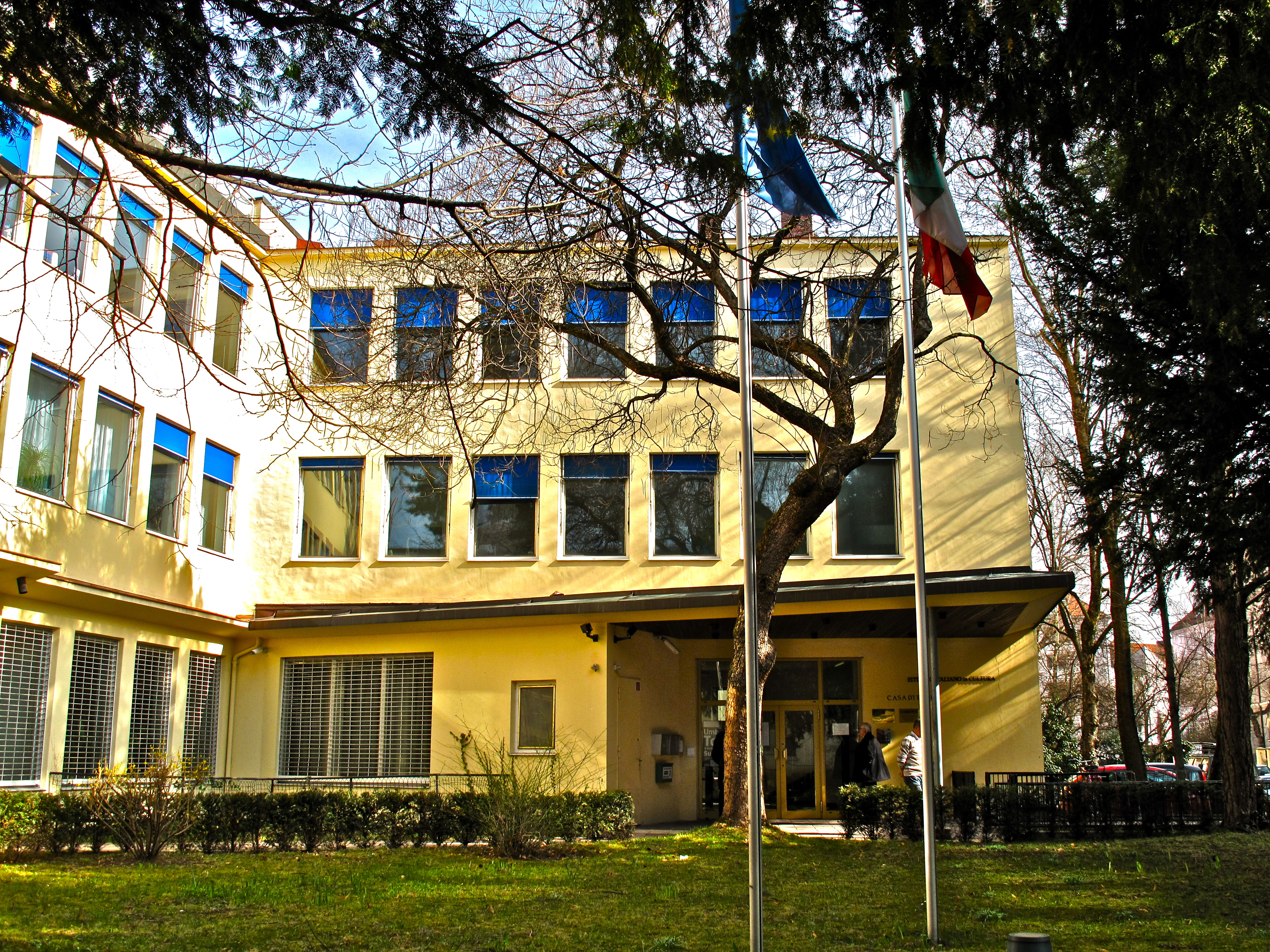
Instituto italiano de Cultura en Munich (Alemania)

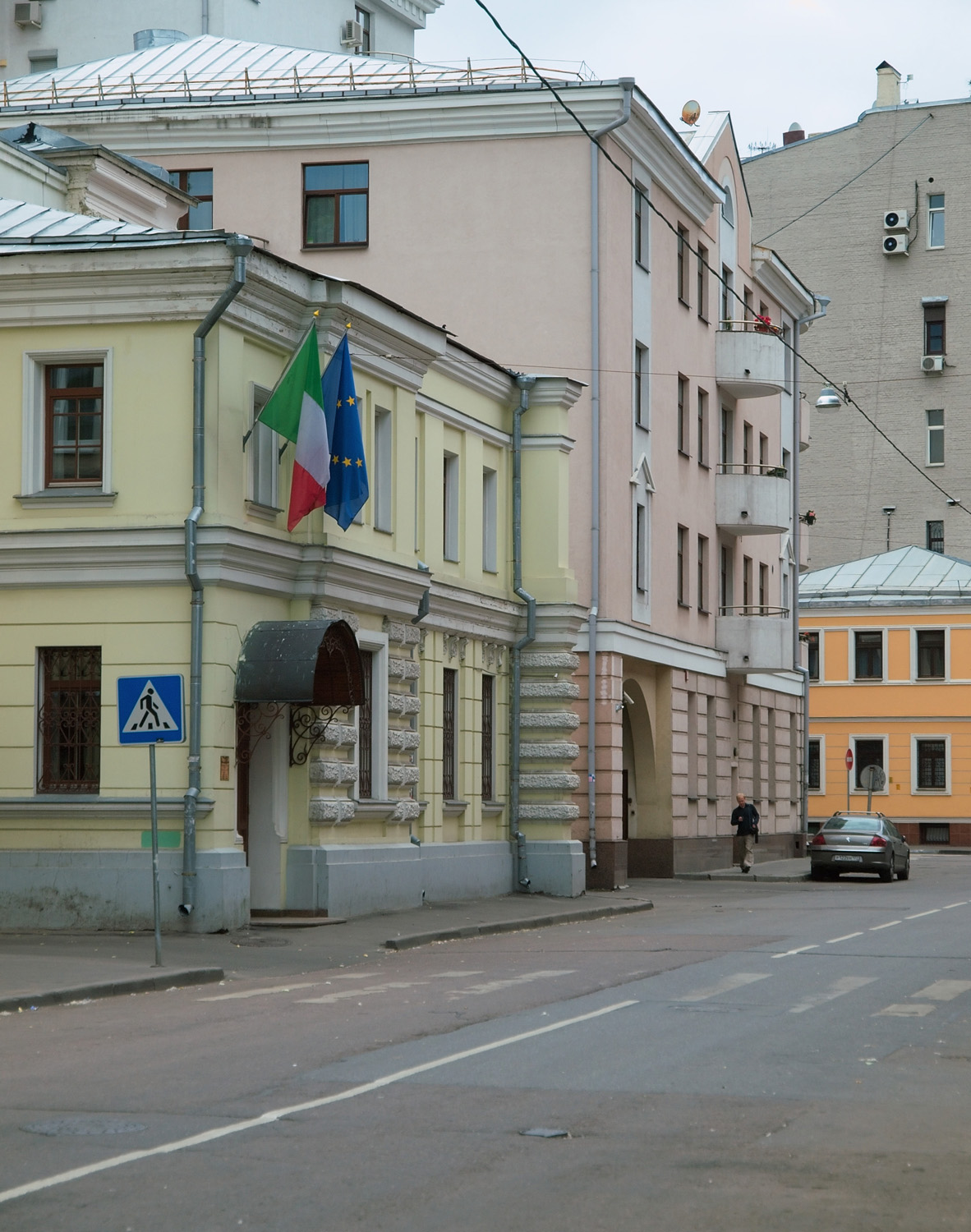
Instituto italiano de Cultura en Moscú (Rusia)

39 de los 83 centros internacionales se encuentran en Europa:
Ámsterdam (Países Bajos); Atenas (Grecia); Barcelona (España); Belgrado (Serbia); Berlín (Alemania); Bratislava (Eslovaquia); Bruselas (Bélgica); Bucarest (Rumanía); Budapest (Hungría); Colonia (Alemania); Copenhague (Dinamarca); Cracovia (Polonia); Dublín (Irlanda); Edimburgo (Reino Unido); Estambul (Turquía); 
Estocolmo (Suecia); Estrasburgo (Francia); Hamburgo (Alemania); Helsinki (Finlandia); Kiev (Ucrania); La Valeta (Malta); Lyon (Francia); Lisboa (Portugal); Liubliana (Eslovenia); Madrid (España); Marsella (Francia); Moscú (Rusia); Múnich (Alemania); Oslo (Noruega); París (Francia); Praga (República Checa); Sofía (Bulgaria); Stuttgart (Alemania); Tirana (Albania); Varsovia (Polonia); Viena (Austria); Vilnius (Lituania); Zagreb (Croacia); Zúrich (Suiza).

### Sedes en África
8 sedes se encuentran en África:
Adís Abeba (Etiopía); Argel (Argelia); El Cairo (Egipto); Nairobi (Kenia); Pretoria (Sudáfrica); Rabat (Marruecos); Trípoli (Libia); Túnez (Túnez);

### Sedes en Asia y Oceanía

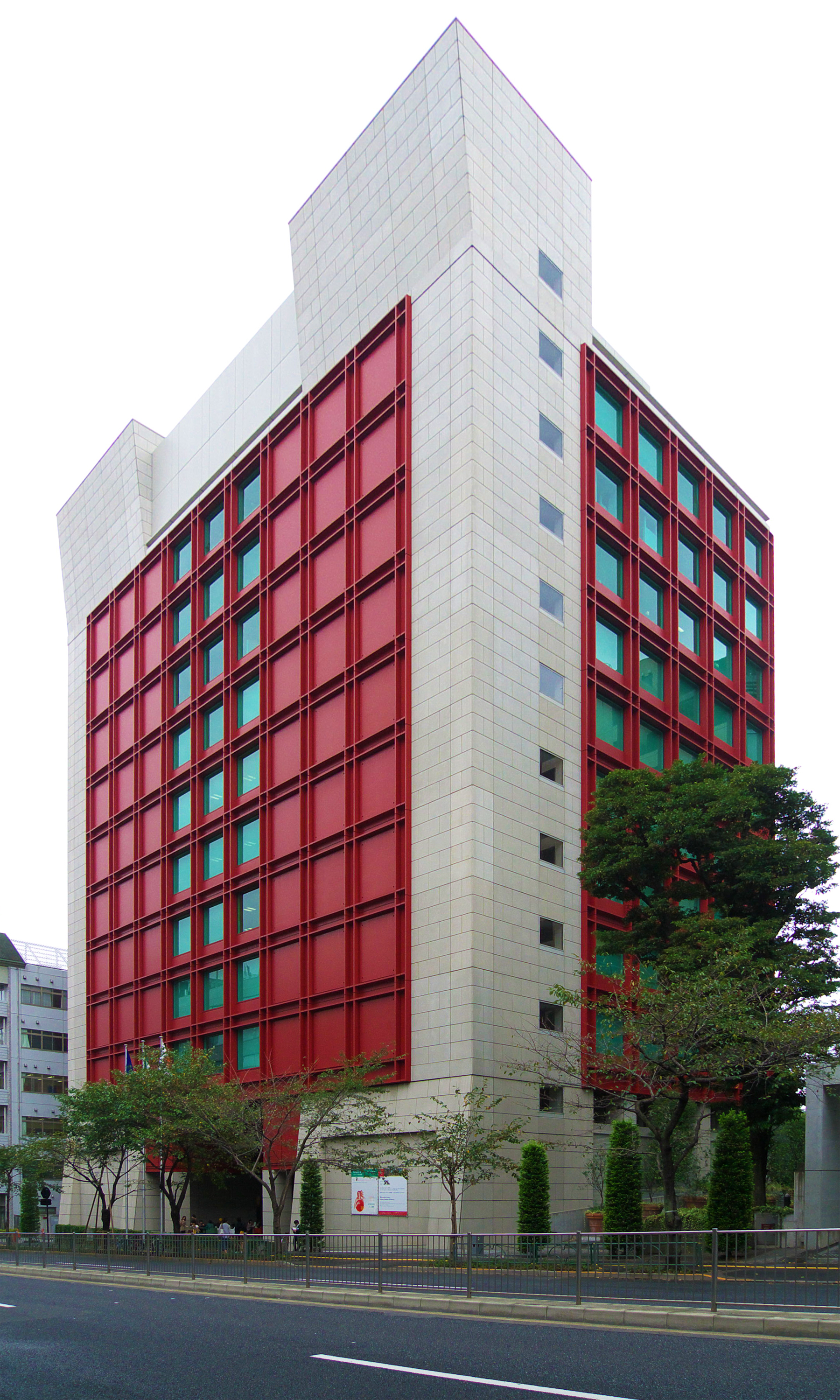
El Instituto italiano de Cultura en Tokio (Japón).

17 sedes se reparten por Asia y Oceanía:
Bagdad (Irak); Beirut (Líbano); Damasco (Siria); Yakarta (Indonesia); Haifa (Israel); Hong Kong (China); Melbourne (Australia); Bombay (India); Nueva Delhi (India); Osaka (Japón); Pekín (China); Seúl (Corea del Sur); Shanghái (China); Singapur; Sídney (Australia); Tel Aviv (Israel); Tokio (Japón).

### Sedes en América

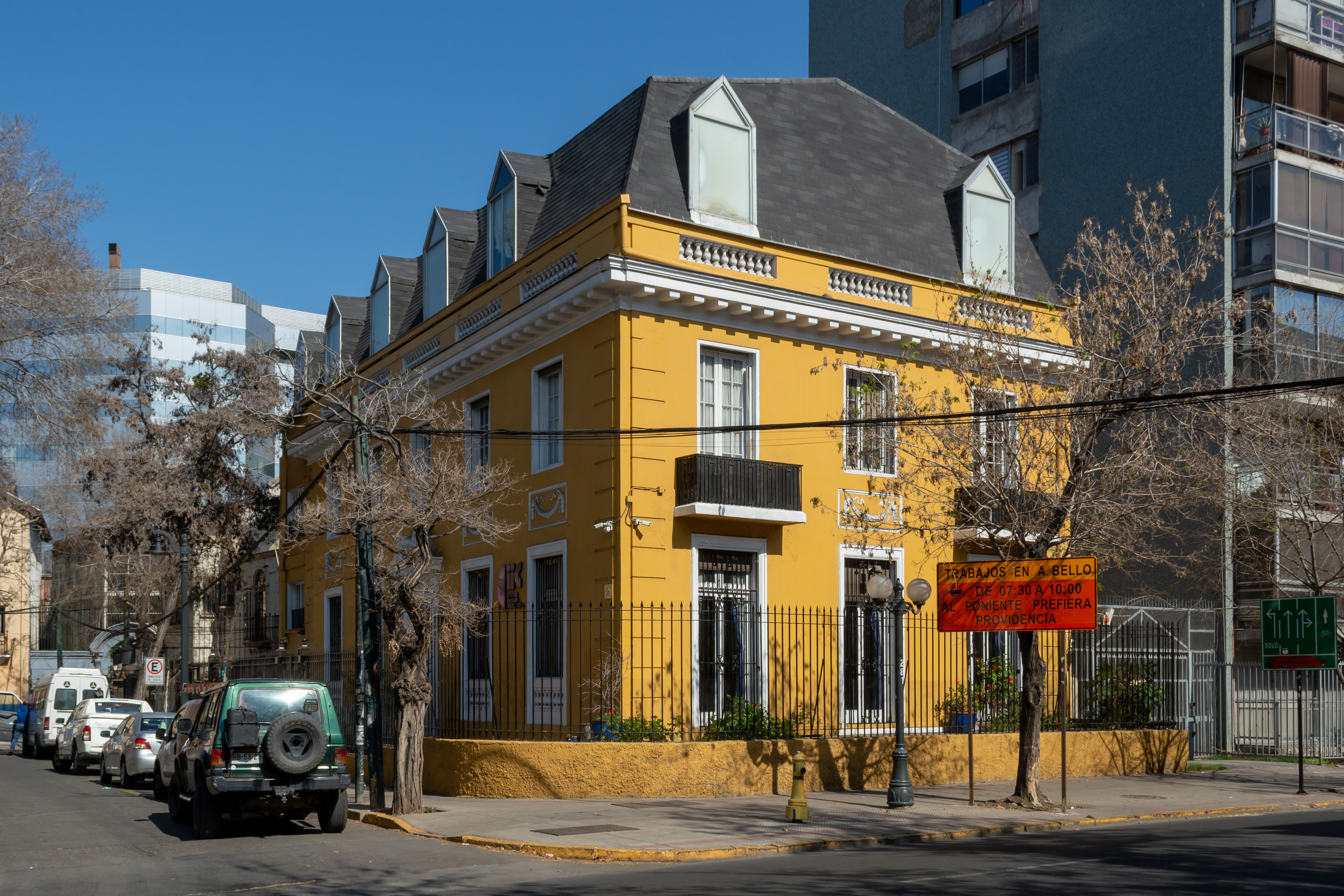
Sede en Santiago de Chile.

17 sedes del Istituto Italiano di Cultura se reparten por países del continente americano:
Bogotá (Colombia); Buenos Aires (Argentina); Caracas (Venezuela); Córdoba (Argentina); Ciudad de Guatemala (Guatemala); Ciudad de México (México); Lima (Perú); Los Ángeles (Estados Unidos); Montevideo (Uruguay); Montreal (Canadá); Nueva York (Estados Unidos); Río de Janeiro (Brasil); San Francisco (Estados Unidos); Sao Paulo (Brasil); Santiago de Chile (Chile); Toronto (Canadá); Washington D. C. (Estados Unidos).

### Antiguas sedes clausuradas
- Acra, Ghana: cerrada en 1996.
- Ankara, Turquía: cerrada en 2014.
- Fráncfort del Meno, Alemania: cerrada en 2014.
- Grenoble, Francia: cerrada en 2014.
- Innsbruck, Austria: cerrada en 2014.
- Kioto, Japón: fundada en 1978, se une en la construcción de una nueva escuela en Osaka en el año 2010.
- Lille, Francia: cerrada en 2011.
- Luxemburgo, Luxemburgo: cerrada en 2014.[1]
- Mogadiscio, Somalia: cerrada en 2014.
- Salónica, Grecia: cerrada en 2014.
- Wolfsburgo, Alemania: cerrada en 2014.